# DSB Öresund
DSB Öresund (danska DSB Øresund) var ett danskt tågbolag ägt av DSB som körde Öresundstågen på den danska sidan 11 december 2011 - 12 december 2015. Därefter tog DSB över trafiken.

## DSB First

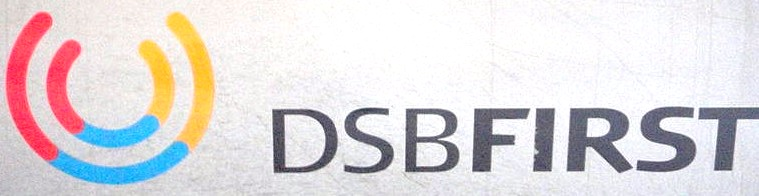
DSB Firsts logotyp.

DSBFirst var ett samgående mellan danska DSB och skotska First Group för att vinna upphandlingen av Öresundstågstrafiken på både den danska sidan och svenska sidan Trafiken hade tidigare bedrivits på monopol av Statens Järnvägar (SJ) på svenska sidan och DSB Öresund på danska sidan. Den 27 november 2007 meddelade Skånetrafiken och danska Trafikstyrelsen att DSB First vunnit upphandlingen. Trafikstarten skedde 11 januari 2009. DSB First Väst (senare DSB Väst) vann även upphandlingen av Västtågen, där trafikstart skedde i december 2010.
I slutet av mars 2011 avslöjades det att dåvarande DSBFirst hade en skuld på över 300 miljoner danska kronor till moderbolaget DSB. För att täcka underskottet hade pengar illegalt förts över från DSB till DSBFirst vilket riskerade att sprida sig till den svenska sidan och DSBFirst riskerade därmed att gå i konkurs. Den 28 juni 2011 tillkännagavs det att bolaget DSBFirst skulle dra sig ur den svenska Öresundstågstrafiken från tidtabellsskiftet i december 2011 och enbart kommer bedriva trafiken på den danska sidan samtidigt som First Group skulle dra sig hur helt och hållet vilket inkluderade även DSBFirst Väst där istället DSB ensamma skulle ta över genom dotterbolaget DSB Väst. Veolia (nu Transdev) tog 11 december 2011 tillfälligt över den svenska delen av Öresundstågstrafiken i samband med att en ny upphandling skulle göras. Den 29 november 2013 avslöjade Region Skåne att Veolia hade vunnit den nya upphandlingen. Det nya avtalet gällde december 2014 -  december 2019, vilket sedan förlängdes till december 2020.
Den 30 mars 2012 meddelade Västtrafik att SJ Götalandståg AB (dotterbolag till SJ AB) tar över driften av Västtågen från DSB Väst den 1 maj 2012 på grund av dålig ekonomi och lönsamhet hos DSB Väst.